# قايدو ميلان
قايدو ميلان (3 يوليو 1987 في الأرجنتين - ) هو لاعب كرة قدم إيطالي وأرجنتيني في مركز الدفاع. لعب مع أتلتيكو أتلانتا وجيمناسيا لابلاتا وخميناسيا خوخوي وديبورتيفو إسبانول ونادي ميتز.

## وصلات خارجية
- قايدو ميلان على موقع رابطة كرة القدم الفرنسية للمحترفين (الإنجليزية)
- قايدو ميلان على موقع قاعدة بيانات كرة القدم.إي يو (الإنجليزية)
- قايدو ميلان على موقع Soccerway.com (الإنجليزية)
- قايدو ميلان على موقع AS.com (الإسبانية)